# Мургабський район
Мурга́бський район (тадж. Ноҳияи Мурғоб) — адміністративна одиниця другого порядку у складі Горно-Бадахшанської автономної області Таджикистану. Центр — селище Мургаб, розташоване за 226 км від Хорога.

## Географія
Район розташований в горах Паміру, займаючи крайню східну частину Таджикистану. На заході межує з усіма іншими районами Горно-Бадахшанської автономної області, окрім Дарвозького. На північному заході межує з Тавілдаринським та Лахшським районами Міст і районів республіканського підпорядкування. На півночі має кордон з Киргизстаном, на сході — з Китаєм, на півдні — з Афганістаном.

## Населення
Населення — 14000 осіб (2013; 14000 в 2012, 13800 в 2011, 13600 в 2010, 13400 в 2009, 13400 в 2008, 13300 в 2007).

## Адміністративний поділ
Адміністративно район поділяється на 6 джамоатів:
| Район                   | Площа, км² | Населення, осіб | Центр      | Населені пункти |
| ----------------------- | ---------- | --------------- | ---------- | --------------- |
| Алічурський джамоат     | -          | 1788            | Алічур     | -               |
| Гаджо Бердєва джамоат   | -          | -               | Конакурган | -               |
| Каракульський джамоат   | -          | 3532            | Сарикмогол | -               |
| Кизилработський джамоат | -          | 1471            | Тохтамиш   | -               |
| Мургабський джамоат     | -          | 6365            | Мургаб     | -               |
| Рангкульський джамоат   | -          | 1165            | Рангкуль   | -               |

## Історія
Район був утворений 27 жовтня 1932 року у складі Горно-Бадахшанської автономної області Таджицької РСР.